# João Barbosa Rodrigues
João Barbosa Rodrigues (São Gonçalo do Sapucaí, 22 de junho de 1842 – Rio de Janeiro, 6 de março de 1909) foi um engenheiro, naturalista, botânico, escritor e etnógrafo brasileiro.

## Biografia
Foi criado em Campanha, no estado de Minas Gerais. Se transferiu para o Rio de Janeiro com sua família no ano de 1858. Primeiramente dedicou-se ao comércio, mas sempre mostrou-se interessado em ciências naturais, colecionando insetos e plantas. Tornou-se professor de desenho e especializou-se em botânica, sob a orientação de Francisco Freire Allemão. 
Esteve na Amazônia em uma missão científica do governo imperial (1872-1875). Anos mais tarde organizou e dirigiu, em Manaus, o Jardim Botânico, inaugurado em 1883 sob o patrocínio da Princesa Isabel e extinto após o Golpe Republicano
Em 1890 tornou-se diretor do Jardim Botânico do Rio de Janeiro, o qual dirigiu até sua morte. Publicou uma obra de vasta extensão e uma de suas mais importantes contribuições foi seu trabalho sobre orquídeas (Orchidaceae) nativas do Brasil, em três volumes, Genera et species orchidearum novarum (1877/1881), e sobre palmeiras (Palmae) nativas do Brasil. Deixou ainda uma Iconografia das Orquídeas.
Em estadia em Minas Gerais, se destacou como engenheiro na construção da igreja matriz de Alfenas, que teve sua pedra fundamental lançada a 6 de agosto de 1876, sendo inaugurada a 30 de setembro de 1883.

## Poranduba amazonense
Barbosa Rodrigues foi responsável por coletar e transcrever narrativas orais indígenas da Amazônia no fim do século XIX, que publicaria em livro com o nome de Poranduba amazonense, ou Kochiyma-uara Porandub, no ano de 1890. O livro contém ao todo 59 narrativas, entre lendas mitológicas e contos zoológicos, escritos em nheengatu, com uma tradução interlinear e uma livre em português.

## Homenagens
Sua herma no Jardim Botânico é obra do escultor Olinto de Matos. 
Em 1935, foi criada a Rodriguésia, revista do Jardim Botânico do Rio de Janeiro.
No centenário de seu nascimento, 1942, o botânico foi homenageado com o Museu Botânico Dr. João Barbosa Rodrigues em São Paulo.
Em Itajaí foi fundado em o Herbário "Barbosa Rodrigues", instituição de pesquisa de Botânica e de conservação da natureza, cujo nome homenageia o botânico ilustre mineiro.
Foi avô do botânico Paulo de Campos Porto (1889-1939).

## Administração do Jardim Botânico do Rio de Janeiro
Suas principais realizações na diretoria do Jardim Botânico do Rio de Janeiro foram:
- Desligamento do Jardim Botânico do Instituto Fluminense de Agricultura em 1890 que passou a cumprir a sua atual finalidade cultural e científica.
- Reorganização dos viveiros de plantas e construção de estufa
- Criação da Carpoteca e da Biblioteca
- Colocação do Chafariz Central na aléa das palmeiras
- Mudança do curso do Rio dos Macacos, cujas águas inundavam a área do Jardim, em certas épocas
- Classificação específica dos exemplares cultivados
- Abertura, aterro e ajardinamento de novas áreas
- Aumento considerável da coleção de plantas vivas
- Denominação das alamedas com nomes de antigos diretores
- Plantio de um arboreto
- Primeiros passo para a organização de um herbário
- Liberação total de visitas sem acompanhamento entre abril de 1890 e junho de 1894, quando quase 150.000 pessoas visitaram o parque
- Estabelecimento de um regulamento de policiamento interno para a conservação dos vegetais